# Den förgyllda lergöken
Den förgyllda lergöken är en svensk dramafilm från 1924 i regi av Bror Berger. 
Filmen premiärvisades 14 februari 1924 på biograf Röda Kvarn i Norrköping. Filmen spelades in vid Strands terrass Rosendals slott, Nöjesfältet på Djurgården, Stockholms skärgård och på jubileumsutställningen i Göteborg. Dessutom förekommer ett inslag från Mary Pickfords och Douglas Fairbanks' stockholmsbesök. 
Efter premiären i Norrköping bedömdes filmen så underhaltig, att den under våren och sommaren genomgripande redigerades om och kompletterades med 14 minuter nyinspelning. Som förlaga hade man en fri tolkning av Emil Norlanders revy Den förgyllda lergöken som uruppfördes på Victoria-teatern i Stockholm 1900. Revyn har senare blivit förlaga till filmen Fia Jansson från Söder i regi av Ragnar Falck 1944.

## Rollista (i urval)
- Eric Lindholm – Luft-Kalle
- Hartwig Fock – Kol-Jocke
- Gunilla Ehrenmark
- Anna-Lisa Lindzén
- Stina Guttomsen
- Anna Herzman
- Märta Reiners
- Harry Bergvall
- Greta Fock